# John Ashton
John David Ashton (Springfield, 22 febbraio 1948 – Fort Collins, 26 settembre 2024) è stato un attore statunitense, principalmente noto per aver interpretato il ruolo del sergente Taggart nella serie cinematografica Beverly Hills Cop - Un piedipiatti a Beverly Hills (escluso il terzo capitolo) e il personaggio di Marvin in Prima di mezzanotte.

## Biografia
John David Ashton nacque a Springfield il 22 febbraio 1948. Conseguì un diploma presso la scuola di teatro dell'Università della California Meridionale. Ashton partecipò come protagonista in diverse produzioni, inclusi M*A*S*H e Prima di mezzanotte. Recitò anche nel primo episodio della terza stagione della serie A-Team dal titolo Una ricetta esplosiva, dove interpretava un certo Cactus Jack Slater.
Interpretò "Willie Joe Garr" in diversi episodi di Dallas, dove il suo personaggio e Jeb Ames furono accusati di omicidio colposo nel processo seguito alla morte di Julie Grey, il personaggio interpretato da Tina Louise. Ashton ebbe una parte da protagonista anche nella serie cinematografica Beverly Hills Cop - Un piedipiatti a Beverly Hills (escluso il terzo capitolo), dove interpretò il sergente investigatore John Taggart, recitando accanto a Eddie Murphy e Judge Reinhold. Pochi mesi prima di morire è stato distribuito su Netflix il quarto capitolo della saga, Un piedipiatti a Beverly Hills - Axel F (2024). Partecipò anche al film King Kong 2, al film televisivo Steven, 7 anni: rapito e alla serie televisiva Hardball.
Morì nella sua casa di Fort Collins, in Colorado, a causa di un tumore, il 26 settembre 2024 all'età di 76 anni.

## Vita privata
Si sposò una prima volta nel 1968 con Victoria Marie Runn, con cui ebbe una figlia; la coppia divorziò nel 1970. Successivamente l'attore si risposò nel 1976 con la produttrice Bridget Baker, con la quale ebbe un figlio, e divorziò nel 2001. Nel 2002 sposò la sua terza moglie, Robin Hoye.

## Filmografia parziale

### Cinema
- L'uomo del confine (Borderline), regia di Jerrold Freedman (1980)
- Le avventure di Buckaroo Banzai nella quarta dimensione (The Adventures of Buckaroo Banzai Across the 8th Dimension), regia di W. D. Richter (1984)
- Beverly Hills Cop - Un piedipiatti a Beverly Hills (Beverly Hills Cop), regia di Martin Brest (1984)
- King Kong 2 (King Kong Lives), regia di John Guillermin (1986)
- Beverly Hills Cop II - Un piedipiatti a Beverly Hills II (Beverly Hills Cop II), regia di Tony Scott (1987)
- Un meraviglioso batticuore (Some Kind of Wonderful), regia di Howard Deutch (1987)
- Prima di mezzanotte (Midnight Run), regia di Martin Brest (1988)
- Un amore rinnovato (She's Having a Baby), regia di John Hughes (1988)
- La tenera canaglia (Curly Sue), regia di John Hughes (1991)
- The Tommyknockers - Le creature del buio (The Tommyknockers), regia di John Power (1993)
- Bufera in Paradiso (Trapped in Paradise), regia di George Gallo (1994)
- Un lavoro da grande (Little Big League), regia di Andrew Scheinman (1994)
- Shooter - Attentato a Praga (The Shooter), regia di Ted Kotcheff (1995)
- In fuga con il malloppo (Fast Money), regia di Alex Wright (1996)
- Superfusi di testa (Meet the Deedles), regia di Steve Boyum (1998)
- Avalanche, regia di Steve Kroschel (1999)
- Instinct - Istinto primordiale (Instinct), regia di Jon Turteltaub (1999)
- Gone Baby Gone, regia di Ben Affleck (2007)
- A Letter to Dad, regia di Johnny Remo (2009)
- Un piedipiatti a Beverly Hills - Axel F (Beverly Hills Cop: Axel F), regia di Mark Molloy (2024)

### Televisione
- Colombo (Columbo) – serie TV, episodio 4x02 (1974)
- Dallas – serie TV, 6 episodi (1978-1979)
- A-Team (The A-Team) – serie TV, 1 episodio (1985)
- Ai confini della realtà (The Twilight Zone) – serie TV, episodio 1x05 (1985)
- Steven, 7 anni: rapito (I Know My First Name Is Steven), regia di Martin Brest – film TV (1989)
- Hardball – serie TV, 18 episodi (1989-1990)
- JAG - Avvocati in divisa (JAG) – serie TV, 1 episodio (1996)
- Giudice Amy (Judging Amy) – serie TV, 1 episodio (2001)
- Going to California – serie TV, 1 episodio (2001)
- Body & Soul – serie TV, 1 episodio (2002)
- Law & Order - Unità vittime speciali (Law & Order: Special Victims Unit) – serie TV, 1 episodio (2009)
- Fairly Legal – serie TV, 1 episodio (2011)
- Il risolutore (The Finder) – serie TV, 1 episodio (2012)

## Doppiatori italiani
Nelle versioni in italiano delle opere in cui ha recitato, John Ashton è stato doppiato da:
- Paolo Buglioni in L'uomo del confine, Beverly Hills Cop - Un piedipiatti a Beverly Hills, Beverly Hills Cop II - Un piedipiatti a Beverly Hills II, Un piedipiatti a Beverly Hills - Axel F
- Dario De Grassi in Una pazza giornata di vacanza, Steven, 7 anni: rapito
- Angelo Nicotra in Starsky & Hutch (ep. 2x21)
- Paolo Poiret in Starsky & Hutch (ep. 4x10)
- Pino Ammendola in Quelli della pallottola spuntata
- Pietro Ubaldi in Ai confini della realtà
- Luciano De Ambrosis in King Kong 2
- Alessandro Rossi in Un meraviglioso batticuore
- Renato Mori in Prima di mezzanotte
- Michele Gammino in Un amore rinnovato
- Emilio Cappuccio in The Tommyknockers - Le creature del buio
- Claudio Fattoretto in Un lavoro da grande
- Sergio Tedesco in Instinct - Istinto primordiale
- Sandro Iovino in Hardball
- Rodolfo Bianchi in Gone Baby Gone
- Pietro Biondi ne Il risolutore